# 自己啓発セミナー
自己啓発セミナー（じこけいはつセミナー）あるいは大規模自己啓発セミナー（英語：large group awareness training、LGAT）は、集団心理療法などで開発されたテクニックを使い、自己を知り自己の可能性を実現する、コミュニケーション能力を養うなどと謳われる民間のグループ・セラピーの一種である。「自己啓発」を目的にする。1970年代以降、アメリカで大流行した。心をテクニックでコントロールできると考え、意識変容を目指し、自己責任を強調する。主に私企業によって有料のサービスとして提供される。セミナーの質を保証する公的な資格制度などは存在しない。
自己啓発セミナーは通常講師側も多人数、生徒も多人数で行われ、講師と生徒が1対1の場合コーチングと呼ばれる。心理学の集団心理療法をルーツとし、組織開発と類似点も多い。

## 概要
心の転換によって、新しい自分、本当の自分、新しい高次のアイデンティティを得ることを目指す。人間は本来自分の内にすばらしい可能性・輝く本質を持つが、社会規範や親のしつけでそれが抑圧されていると考え、自己啓発セミナーという閉じた空間で集中して自己の内面を見つめて解放することで、自己の限界は突破され、人生はより良くなるとされる。1970年代にアメリカのセールス・ワークの世界から生まれて大流行し、日本にはアメリカから伝わり1980 - 1990年代に流行した。ヒューマンポテンシャル運動と同一視されることもある。後続の人材開発トレーニングにもかなり影響があった。宗教学者の島薗進によると、他人から常に厳しく批評・評価されているという厳しい現実を認め、そのことに動揺せず、効率的に着実に人間関係をコントロールし、自己成長していこうというのが自己啓発セミナーの論理と倫理のベースである。個人主義的な態度に基づく現実の容認が推奨される。「自己責任」「人生は選択である」「あなたがあなたの現実を作る」の3点があるべき自己イメージへのメッセージの中核となっている。また、セミナーや講演、テレビを通して、全ては愛であるという考えを広めた。
化粧品の連鎖販売取引（ネットワークビジネス）会社ホリディマジックの経営者ウィリアム・ペン・パトリックは、人材開発会社リーダーシップ・ダイナミックス（1967年）でハードで虐待的な面もある人材開発プログラムを行っていた。パトリックは、教師アレキサンダー・エヴェレットによる瞑想などをミックスした独自の能力開発マインド・ダイナミックス（1968年）を買収し、自社の人材開発に用いた。ホリディマジックの人材開発技術の影響を受けたマインド・ダイナミックスが、1970年代以降の自己啓発セミナーのルーツとなった。小池靖は、自己啓発セミナーは、1979年代初頭のネットワークビジネスの人材開発に、当時流行していた様々なヒューマンポテンシャル運動のアイデアを取り入れたもので、ヒューマンポテンシャル運動のいびつな一部と言えるものではないかと推察している。また、教育学者の中原淳は、自己実現を重視するアブラハム・マズローの人間性心理学を、自己啓発セミナーのルーツとしてあげており、これが大衆化してヒューマンポテンシャル運動として拡大し、自己啓発セミナーが生まれたと述べている。
アメリカでは、マインド・ダイナミックスの元トレーナーのワーナー・エアハードが1971年に始めたエアハード式セミナー・トレーニング（略称：est、エスト）が草分け的存在であり、後続団体にランドマーク・フォーラム（ブレイクスルーテクノロジー）がある。
日本では、マインド・ダイナミックスの元トレーナーたちが立ち上げたライフスプリング（1974年）の系統が一番多い。日本で最初の自己啓発セミナーは、ライフスプリングの設立者の一人だったロバート・ホワイトが1977年に設立したライフ・ダイナミックス（後のアーク・インターナショナル）である。日本はライフ・ダイナミックスの分派、さらにその分派で大部分が占められている。
新たな参加者の獲得は、主に既存参加者が紹介・宣伝する方法が取られる。通常数十人から百人前後で行う。すべてのコースを受講しても、長くても1年で顧客が入れ替わるよう設計されている。
1990年頃までの日米の調査では、参加者は20代後半から30代前半が最も多く、男女比は男4女性6である。学歴は相対的に高めで、2割強が大学院卒業者だった。高学歴、高収入、また営業、看護師、医師、ソーシャルワーカー、教員などの対人関係の仕事の人間が典型的である。
成立にネットワークビジネスのセールスマン研修が関わった経緯から、主催者には元セールスマンやその教育に携わっていた人が多い。一部の自己啓発セミナーは企業向け研修を行っている。
集団心理療法をルーツとする自己啓発セミナー、コーチング、組織開発は、「人が変わる」「人を変える」ことを扱うため、害をもたらしうる危うさが常に付きまとっている。自己変容の追求という点で、現代の他の霊性運動と密接にかかわっており、現代の霊性運動ニューエイジ / 精神世界の一部と考えられることもある。学者からは、セミナーの「自己啓発」の過程は、宗教への入信、回心とよく似た機能を持つことが指摘されている。カルトなどの問題ともかかわりがある。
社会的には保守である一方、非伝統的なやり方で短期間で集中的に意識変容を起こそうとする場であり、社会から危険視されやすく、参加者に勧誘させることで社会との緊張を引き起こしており、批判やバッシングもある。資本主義の中で流通するわかりやすい商品として神秘性は排除されているが、カルトのような実践と同一視されることもあり、2000年代以降は匿名で情報発信できるインターネットの普及で、自己啓発セミナーの情報は否定的なものが圧倒的に多くなっている。

## セミナー内容
次の三段階で開催されるセミナーが多い。
1. 第1段階・ベーシック：3 - 4日、10万円前後。自己を知る。
2. 第2段階・アドバンス：4 - 5日、20万 - 30万円前後。自己の殻を破る、ブレイクスルー。
3. 第3段階・エンロール：約3カ月間、無料 - 5万円前後。セミナーの成果の日常での実践の確認、新しい参加者の勧誘。無償でのセミナーの手伝いが行われることもある。[18]

プログラムは全日で長時間ぶっ通しで行われ、精神的・肉体的に疲弊しながら、一種の酩酊状態、変性意識に近い状態になりながら、生まれ変わった自分を手に入れることを目指す。プログラムは、主にホワイトボードを使って講義する「レクチャー」、2人以上のグループでゲームなどを行い、それを通して気づきを得る「エクササイズ」、エクササイズの感想や発見を話し合う「シェア」が行われる。
エクササイズは、日常的ペルソナを壊すようなものや、人と人との温かい絆を思い出されるような、ハグや握手、言葉の掛け合いの伴うゲームもある。シェアでは、互いの発言に対して確かに聞いたという意味で拍手し合う。島薗進は参与観察の経験から、他者に情緒的に執着しないという自己啓発セミナーの厳しくドライな倫理は、逆説的なことであるが、セミナーでの一時的なあたたかい仲間との連帯感を支えに養われると評している（エストの後続ランドマーク・フォーラムのセミナーリーダー経験のあるキリスト教文学研究者の神谷光信によると、島薗が参加したのは内容からライフ・ダイナミックス系統のセミナーである）。
セミナーを通じた「気づき」が強調され、詰問やエクササイズを通じた気づきのフィードバックがあり、一人を皆で徹底的に罵倒するようなネガティブ・フィードバックが行われる場合もある。本来の輝く本質を取り戻すためとして、子供のような自己表現が推奨されたり赤ん坊のころに退行させる瞑想なども行われる。
きびしく自己を問い詰められた後は、遊びの要素が入り、徹底的に無邪気に、子供のようにばか騒ぎする。エクササイズを通して、100 %セミナーに参加するよう強く促される。卒業セッションでは、変容した自分を他者に認めてもらうという儀式的な面があり、参加者には秘密で紹介者が花束をもって祝福に現れる方法がよく採用されている。
第3段階は日常生活にセミナーで得たことを生かすことを目指しており、友人知人への勧誘も、「人を動かす」エクササイズの一種とされる。
参加者同士で抱き合って泣くような感傷的な雰囲気はライフ・ダイナミックス系によくみられるが、エストをベースに作られたランドマーク・フォーラムはそういった面はなく、雰囲気は異なる。ロバート・キャロルは、エストは部分的に禅の師のアプローチを取り入れていたが、おおむね虐待的で、冒涜的で、品性がなく、権威主義的なものだったと評している。罵詈雑言や生理的欲求である尿意の制限などの虐待的なアプローチで心身を追い詰める方法がとられていた。参加者はその中で体験を通し、「自分が源泉（Source: 自分のまわりに起こることは、 『全部』自分次第であるという考え）」にリアリティを感じるようになる。神谷光信によると、エストの後続セミナーのランドマーク・フォーラムでは、トレーナーから自分たちの言うことを信じないように釘を刺されたうえで、トレーナーとの1対1の問答のゲームを通して「it is it. it isn't it isn't.」に象徴される禅を思わせる体験を探求し、一切が無（nothing）であること、希望もなくまた絶望もなく、世界がただ「在る」という「可能性」を学ぶ。神谷は、この単なる可能性である「出鱈目」な会話によってリアルな人生を相対化し、人生の縛りを緩めて自由さを作り出すという「力づけ」の手法であると述べている。集団心理療法の代わりになるものではなく、医療機関の援助が必要な健康でない人には適さないという。
塩谷智美はアーク・インターナショナル（ライフ・ダイナミックス）を、音楽やゲーム・抱擁で雰囲気を盛り上げ、最後に紹介者からの花束でドラマチックに締める「体験型セミナー」の典型、食事と睡眠を減らしてひたすら椅子に座って誘導・問答・詰問を受け自己を探求するブレイクスルーテクノロジー（ランドマーク・フォーラム）を「瞑想型セミナー」の典型と分類している。

## 歴史・影響
アメリカ軍では、朝鮮戦争で中国軍がアメリカ兵捕虜を転向させた方法に関する研究、いわゆる洗脳研究が行われ、このプロセスが、①相手を日常生活から完全に隔離する「分離」、②絶食や不眠、罵詈雑言、長時間の意味不明のマントラなどで意識を人為的に不安定な状態（変性意識状態）にする「移行」、③教義や思想を徹底して教え込んだ後に壁を打ち壊すような強烈な体験（イニシエーション）をさせ、宙づりになった自己を＜正しい＞場所に着地させる「統合」の3つにまとめられた。軍の研究とは別に、様々な心理操作のテクニックがヨーロッパからアメリカに伝えられ、ナチス台頭を逃れてアメリカに亡命したユダヤ系ドイツ人心理学者クルト・レヴィンがグループ・ダイナミクスという考えに基づいて作ったTグループ、オーストリアの精神科医ヤコブ・レヴィ・モレノの心理劇（エンカウンター）などの集団心理療法が行われ、アメリカ流のプラグマティズムと結びついた。1960年代には、軍の洗脳研究と集団心理療法が合流し、アメリカ各地の教育機関や官庁、企業、病院、軍隊などで人間の可能性の開拓や意識改革を目指し、様々な試みが行われた。
社会心理学者の西田公昭は、自己啓発セミナーはTグループが応用されたものだと説明している。Tグループはレヴィンの経験した偶然から始まったもので、心理学者や関連団体で行われた。効果や効果が表れる期間も決まったものでなく、商業主義的なものではなかったが、組織化され、1947年にナショナル・トレーニング・ラボラトリーという組織が作られた。Tグループは、カリフォルニア大学のマーシャクを中心に、対人関係を向上させる感受性訓練（センシティビティ・トレーニング、ST）として行われるようになり、マニュアル化され、パッケージ化され、管理職研修や社員教育、刑務所内の更生プログラムにも使われるようになった。
感受性訓練とTグループは、今ここの相互作用に注目し、振り返るという点は共通していたが、Tグループが集団における「個と個の関係」を変えようとするのに対し、西海岸で流行した感受性訓練は「自分の対人関係スタイル」を振り返り、「個」を変えるという方向にいきがちだった。この微妙な違いが、のちに低品質なSTの流行による悲劇につながることになる。1960年代には心理学者のカール・ロジャーズが、患者の行動や方針を患者本人に決めさせカウンセラーがサポートするクライエント中心療法を開発し、Tグループをベーシック・エンカウンター・グループに発展させた。西海岸では、スタンフォード大学の心理学の学生2人が設立した民間研究所エサレン研究所を中心に、人間の秘められた可能性の開発を目指すヒューマンポテンシャル運動が盛り上がり、エサレン研究所には当時の著名な心理学者や哲学者の大部分が訪れ、Tグループやゲシュタルト療法なども利用して、人間の潜在能力の覚醒を目指す心理療法や身体開発のテクニックが恐ろしい勢いで開発されていった。集団での人間関係トレーニングを学んだ人々は、アメリカ西海岸でセミナー会社を設立し、会社の依頼による営業マンの教育や一般人向け集団セミナーを開催した。エサレン研究所の成果は、ワーナー・エアハードなどによって自己啓発セミナーという営利行為に使われるようになった。
なお集団心理療法は、手法によって効果に差はないが、3分の1に対人関係のスタイルの改善など肯定的変化があり、8 %には「重大な心理損傷」が起こったという研究結果がある。手法がパワフルであるがゆえに、重度の害悪をもたらす邪悪なものにもなりうるため、実施するファシリテーターの質と倫理観が重要であり、結果の良し悪しはファシリテーターに左右される部分が大きい。元々のＴグループでは、民主主義や人権尊重、集団と個人の位置づけを組織にすることが倫理の基本となっていたが、金儲けを目的にテクニックを利用した者は、そうした倫理を持っていなかった。
社会学者の小池靖によると、自己啓発セミナーの直接のルーツは、西海岸に生まれたセミナー会社の一つで、教師アレキサンダー・エヴェレットによる瞑想などをミックスした独自の能力開発マインド・ダイナミックスと、化粧品の連鎖販売取引（ネットワークビジネス）会社ホリディマジックの経営者ウィリアム・ペン・パトリックの人材開発会社リーダーシップ・ダイナミックスである。エヴェレットは元々キリスト教系のユニティ（ニューソート系のクリスチャン・サイエンスの影響を受けている）の牧師を目指しており、心霊診断家のエドガー・ケイシーの著作、神智学、薔薇十字団、エジプト学、シルバ・マインド・ コントロール、 ユニティの影響を受けており、新時代を意味する「水瓶座の時代（ニューエイジ）」に生きていると考えていた。マインド・ダイナミックスを設立して多くのトレーナーを育てた。マインド・ダイナミックスの初期のセミナーは、インストラクターがメンタルコントロールのテクニックを紹介し、短い瞑想を行い、その体験を人生にどう生かしていくかをシェアするというシンプルな内容だった。
ホリデイマジックを経営していたパトリックは、何段階にも及ぶ人材開発プログラムを持っており、睡眠時間を削らせたり、自分自身の人生に関する「真実」、失敗や秘密を告白させ、時に暴力をふるうなどの虐待的な行為で、4日間で自分の殻を破らせるという激しいプログラムを行った。そのプログラムでは、言葉がショックを与える道具として使われ、厳格な軍事訓練のような雰囲気だった。連鎖販売取引同様に、セミナー参加者に友人知人を勧誘させ、ホリデイマジックの管理職になりたい人はセミナーに参加するよう強要した。エヴェレットのマインド・ダイナミックスは評判になり、パトリックはこれに注目してマインド・ダイナミックスの出資者になった。ホリデイマジックの人材開発の技術はマインド・ダイナミックスに影響を与え、マインド・ダイナミックスは1970年代以降のルーツとなった。1970年にホリディマジックはマインド・ダイナミックスのプログラムを買収し、自社の人材開発に使ったが、1973年にホリディマジックは、無限連鎖講が問題になってアメリカで実質的に非合法化され、パトリックが飛行機事故で死亡し解散した。マインド・ダイナミックスのトレーナーたちは独立し、自己啓発セミナーを立ち上げている。
マインド・ダイナミックスのトレーナーだった元セールスマンのワーナー・エアハードは、アラン・ワッツの禅、心理療法宗教サイエントロジー、デール・カーネギーの話し方教室にも学んでおり、エサレン研究所で生み出された成果を利用し、ヒューマンポテンシャル運動をセルフヘルプ、積極思考（ポジティブ・シンキング、引き寄せの法則）、アメリカに昔からある個人的成功に関する思想や書籍等をつぎはぎしてアメリカナイズし、1971年にエアハード式セミナー・トレーニング（略称：est、エスト）をはじめた。エストは、数十人から数百人が数時間から数日間の集中的な体験セッションに参加する大規模なグループ・プログラムで、参加者が自分の潜在能力を最大限に発揮し、満足できる生活を送ることを妨げている要因を発見することを支援することを目的としていた。エストの目的は明らかに霊的というわけではないが、ニューソート（マインド・キュア）に影響を受けたいくつかの宗教的教義と共鳴していた。エストの世界観では、自分の人生に責任を持つということは自分が関わる全ての出来事に責任を負うことを意味しており、貧困、病気、その人に起こった惨事でさえ、個人の責任とされた。多くのニューエイジの文献と同様に、エストは人間一人一人が自分の現実を創り出すのだと主張していた。エストの哲学を受け入れる道（この運動のジャーゴンでは「getting it」する道）は、グループ・リーダーからのひどい暴言や肉体的苦痛を含む、脚本化されたイベントにおとなしく従うことだった。「わずか数百ドルと大量の罵詈雑言、および肉体的苦痛に耐える覚悟さえあれば、あなたの心の古い殻を打ち破り、物事に対する斬新な見方をお教えします。そのための変身の極意も提供します」と宣伝されたセミナーは一時期流行し、アメリカで代表的な自己啓発セミナーになった。エストは、かなり厳しく統制されていること、権威主義的な気風で物議を醸したが、非常に長期的な影響を及ぼした
エサレン研究所の面々にはエスト以前に、ヒューマンポテンシャル運動の研究成果とニューソートの系譜の積極思考を混ぜる発想はなかったようである。エアハードの行為は、ヒューマンポテンシャル運動を悪い意味で変質させたと批判されることもあれば、大衆に広めたニューエイジの重要な指導者として評価されることもある。オノ・ヨーコ、ジョン・デンバー、ヴァレリー・ハーパーらはエストを激賞したが、満足しない人も多かった。エストはその厳しい内容から問題も多く、1980年代には多くの訴訟が起こされ、精神科医が American Journal of Psychiatry でエストのテクニックを悪魔的なものだと批判したが、勢いは衰えなかった。エストは1984年に改造され、比較的シンプルで哲学的で穏やかなセミナー「ザ・フォーラム（The Forum）」（ランドマーク・フォーラム、ブレイクスルーテクノロジー）に置き換えられ、全セッションがフォーラム・リーダーと参加者との対話形式になり、実習的要素はなくなった。こうした変更は、同時期に他の人間性回復運動の団体でも、エンカウンター様式からより洗練されたアプローチへの変化として見られ、告訴の危険性を抑えると共に、幅広く普及させたいといった営利的な要因があったと考えられている。
マインド・ダイナミックスのトレーナーだったボブ・ホワイト、ランディ・リーヴェル、シャーリーン・アフレモウ、ジョン・ハンレイは、1974年にライフスプリングを設立した。ヒューマンポテンシャル運動・ニューエイジの拠点の一つだったエサレン研究所にいたことがある心理学者のジョン・エンライト (John Enright) は、彼らと共にライフスプリングのトレーニングを開発した。
自己啓発セミナーの発展には他に、ナポレオン・ヒルの自己啓発本『思考は現実化する (Think and Grow Rich)』、ゲシュタルト療法によって開発された体験的なエクササイズ、ナショナル・トレーニング・ラボラトリー、ニューソート思想家のハーネル・F・チャールズなどが影響している。
アメリカで開発された感受性訓練（センシティビティ・トレーニング、ST）は、立教大学・南山大学の研究グループによってキリスト教の伝道のための一手法、聖職者向けの研修として日本に導入された。大田俊寛は、「大筋として言えば、自己開発セミナーとは、プロテスタントの「迷走」の産物の一つ」であると述べている。導入にはもうひとつ、九州大学のルートがあったと言われる。STは民間教育ベンダーや民間教育施設が取り入れ、儲けのいい仕事になった。企業の人事には企業教育や人材開発の専門家はおらず、当時はインターネットもなく、STを行う業者と企業には圧倒的な情報格差があった。また、企業の人材開発講習に免許などなく、STを理解していなかったり倫理観に問題のある講師も少なくなかった。「海外発の手法ですけど、やってみませんか？」などの営業トークで、低品質なSTが日本企業で行われた。
企業向け日本流STは、社命によって研修で生きる価値を見つけさせるもので、「『いま、ここ』で企業とつながってる自分を再認識し、会社との一体感を至高体験として感じる」ものだった。1960 - 1970年代に企業向け日本流STが流行し、1970年代には日本経済新聞の調査によると、1割の企業が管理職教育にSTを取り入れており、スパルタ社員研修として流行した。拡大によって講師の質は低下し、参加者をつるし上げたり、講師が参加者に自己開示が足りないと言って暴力を振るうなど問題が多発した。昭和43（1968）年にセミナー中に参加者が自殺しており、暴力による大怪我や受講後に心身疾患を発症する人が次々出たが、犠牲者が現れてからも下火になることなく、企業は研修を求め続け、時代が変わり企業戦士が必要なくなるまで続いた。低品質なSTと組織開発（OD）は混同されるようになり、日本で組織開発は低迷し、研究も行われなくなった。企業の企業戦士のニーズが衰えると、個人向けの自己啓発セミナーが入れ替わるように流行した。日本でSTが下火になったあと、事前に可否判断の情報を持ち得ず自己責任での受講となる個人向けセミナーとして通流した面が強いといわれる。マインド・ダイナミックスのトレーナーでライフスプリングの設立に関わったロバート・ホワイトがセールスパーソン養成マニュアル販売会社を設立するために来日し、1977年にライフ・ダイナミックス（アーク・インターナショナル）を設立しており、日本では多くの自己啓発セミナーがこの系統である。
小池靖は、その実習内容や思想は、人間性心理学やヒューマンポテンシャル運動と密接な関係があると指摘している。人間性心理学は、「あなたがあなたの現実を作る」という現象学と「自分で自分の責任を引き受ける」という実存主義のアメリカ的表現とも言われる。フッサールの現象学の影響を受ける実存主義的心理療法は、孤独・不安・恐怖こそ人間の証と考え、今ここに生きていることだけに人間の意味を見出す、ある種虚無的な面があり、治療としては、個人に起こるすべての責任をその個人が担うという考え方になる。こうしたシンプルで厳しい人間観、性善説的で理想主義的な思想は、自己啓発セミナーに影響をあたえている。また、元百科事典セールスマンのエアハードが始めたエストによって、ニューソート的な「思考は現実化する」という考えも取り込まれた。エストは自己責任の強調でも知られているが、こうした人間像は、自分から動かなければ1銭にもならないセールスマンの現実、ホワイトカラーのセールスマンとしての体験に拠っていると指摘されている。連鎖販売取引（マルチ商法）からは勧誘の実践が持ち込まれている。
ニューソートの「心に念じたことは叶う」と現象学的な「あなたがあなたの現実を作る」は、相当に距離のある考え方だが、自己啓発セミナーでは融合し、自分を愛してその可能性を信じる姿勢を形作っている。なお、こうした自己の思いに注目を集中させる考え方は、現実の環境への働きかけを軽んじさせる場合があり、環境（体制）を変えたくないと思う権威の側が、カウンセラーを使って、体制維持に利用する可能性が指摘されている。

## 保守性と自己責任
宗教学者の島薗進は、自己啓発セミナーの態度は「与えられた現実の枠組みを絶対のものと認め、あえてその正統性を問わず、随順しつつ、自己責任の範囲を明瞭に自覚し、最大限効率性の拡大に努める」というものだと述べている。他人に対しては、自己責任として突き放すことになる。決められたルール、契約で定められた「絶対的」な枠組みを守ることが善であり、その中でコストを計算しながら最良の取引を行うべくいかに心を調整するかが問題になる。現代のセラピー文化の考え方は契約的なもので、道徳的な意味での善へのコミットメントは抜け落ちている。
小池靖は、自己啓発セミナーで身に着く姿勢は、苦難があった場合に外部ではなく自己の内面を振り返り、自己の人格を変容させて問題を解決しようとする態度であると述べている。
実存主義的な強力な自己責任論を説いており、社会変容に結び付きにくく、社会的な同調主義につながる可能性がある。

## 霊的・宗教的側面
ニューエイジを論じたレイチェル・ストームは、自己啓発セミナーはセールスマン精神と積極思考とスピリチュアリティを取り込み、哲学と東洋神秘主義を加味した自己宗教と評している。
参加の動機は貧困や戦争ではなく「空しさ」で、新新宗教の入信と重なる部分がある。
「気づき」「ブレイクスルー」が重視されるが、小池靖は、これは宗教における回心の世俗的代替物を志向していると指摘している。勧誘だけでなく、セミナーでの体験は全体的に宗教団体と似通っており、「自己発見」「自己覚醒」という点で明らかに類似している。島薗進は、セミナー的生き方、人格の根を受け付ける「自己啓発」の過程は宗教的自己覚醒の世俗化された形態、心理療法化した形態ともみなせると述べている。
表だって宗教的・神秘的な主張はしないが、自己変容の追求という点で、現代の他の霊性運動を密接にかかわっている。小池靖は、「有料で限定的な個人向けイニシエーションのプロセス」であると述べており、セミナーの体験からより宗教的、神秘的な自己変容の方向に進んでいく人も多く、ニューエイジなどの現代の霊性運動の重要な一部となっている。
一部だが、ライフスペースのように自己啓発セミナー会社が宗教的・コミューン的に変容した例もある。ジャーナリストの塩谷智美は、自己啓発セミナーの宗教団体化は、バブル崩壊によって参加者集めに苦しむようになったことが背景にあると分析されており、統一教会と全く思想が異なるにもかかわらず提携している会社もあると述べている。統一教会の正体を隠した勧誘の中には、自己啓発セミナーがある。

## 問題・批評
自己啓発セミナー会社に人間関係や悩みなど深刻で詳しいプロフィールを入手されてしまう、トレーナーの目に見えない強制力で大勢の前で悩みや秘密を告白させられる、独特の用語で都合のよい解釈が行われる、効果が一時的、一時の体験・一時的な効果に依存し受講を繰り返し大金を使ってしまう、料金が高額、身近な人が勧誘によって離れていき生活が壊れる、あらかじめ決められた方向に誘導されるため自己啓発と言いながら自分らしさや個性・主体性は生まれない、指導者が依頼者の問題を勝手に決めている、対人関係を人生の目的として重視しすぎているなどの批判がある。自己啓発セミナー後の精神の問題を治療した医師は「症状としては、鬱状態が続く、いつも不安で涙ばかり出てくる、セミナー内での体験と現実の区別がつかなくなる」などの症状があると語っている。
元統一教会信者でカルト啓蒙活動家・心理療法士のスティーブン・ハッサンは、「私がカウンセリングをした何人かの元メンバーの経験によると、エストの集中的なプログラムは、私がカルトの特徴として挙げたいくつかの特徴を示している。多くの『エスト』経験者がトレーニングの好ましい効果を報告している一方で、ほかの人々はその危険性—精神障害を含めて—を警告している。」と語っている
ロバート・キャロルは、自己啓発セミナーに参加する人は普通の健康な成人とは限らず、多くが悩みを抱えているため、受講後に状態が良くなった場合も悪くなった場合も、実際はいい効果も悪い効果もなく、たまたまセミナー受講と時間的に前後して症状が改善・悪化しただけの可能性、因果関係の誤認の可能性もあると述べている。引き寄せの法則（積極思考）を誇らしげに主張している場合、その自己啓発セミナーが無駄である可能性は高いと述べている。またキャロルは、トレーナーは指導者であると同時に営業であり、参加者がより多くのサービスを購入するよう勧誘することが仕事の多くを占めていると述べている。キャロルによると、受講者の周囲の人間への熱狂的な勧誘は、洗脳のようだ、ブレイクスルーどころかブレイクダウン（故障）ではないかと言われることもある。
自己啓発セミナーは、顧客がセミナーを受けてより幸せになった事例をピックアップして紹介し広告に使うが、こうした「お客様の声」は自己啓発セミナーの効果の検証にはならない。
自己啓発セミナーの勧誘は宗教の勧誘に似ており、近年宗教にいかがわしいイメージを持つ人が多いことから、自己啓発セミナーがうさん臭く思われる一因になっている。受講者はセミナーの第3段階で勧誘をさせられるが、これに対しては昔から批判が大きかった。
小池靖は、自己啓発セミナーの他者観は極めて功利的で、一時的で匿名的な他者の存在やフィードバック、親切、暖かさを利用し、「『聖なる自己』というフィクションに基づいた束の間の愛の共同体」で自己肯定観を得て、自己セラピー達成を目指している面もあると述べている。
「自分が源泉」という信念を説く自己啓発セミナーには、病気も自分次第としてセミナー中に治療薬を飲むことを禁止したものがあり、死者が出て裁判になっている。
バブル経済のピークの頃から、セミナーの手法や勧誘を巡るトラブル、加えて催眠商法との関係がマスコミ報道で扱われるようになり、1994年にはST（センシティビティ・トレーニング）のときと同様、自己啓発セミナーでも受講中に自殺事件があったことを週刊アサヒ芸能が報道した。また、2001年と2010年には受講中の死亡事故が起きたことが報じられている。2010年の事故では、昏倒した受講者をしばらく放置したとして、死亡した受講者の家族が、セミナーの経営者ならびにタイアップしていたマルチ商法の関係者を刑事告発した。
2013年には、ノジマの子会社ビジネスグランドワークスがゼリア新薬工業から請け負って実施した新人研修「意識行動改革研修」の後、22歳の新入社員が自殺し、2015年に労災の認定を受けている。研修は軍隊のような雰囲気で、トレーナーはきつい口調で大声で話し、暴言もあり、研修生にいじめなどの過去の悩みを告白するよう強く求めるといった内容だったという。両親は2017年に、ゼリア新薬工業、ビジネスグランドワークス、その講師に対し、安全配慮義務違反や不法行為に基づく損害賠償、約1億円を求める訴訟を起こした。

## フィクション
- 宮部みゆき 『ペテロの葬列』：STの過酷な社員研修と、元トレーナー達と悪徳マルチ商法の関わりが描かれる。